# Болгов, Николай Николаевич
Никола́й Никола́евич Бо́лгов (род. 14 марта 1965, Белгород) — российский историк-антиковед и византинист, специалист по истории поздней античности, ранней Византии, Северного Причерноморья в Древнем мире и Раннем Средневековье. Доктор исторических наук (2003), профессор. Профессор кафедры всеобщей истории Белгородского государственного национального исследовательского университета. Главный научный сотрудник Отдела истории Византии и Причерноморья Института истории и археологии Византии и Причерноморья Севастопольского государственного университета.

## Биография
В 1982 г. поступил на исторический факультет Белгородского государственного педагогического института им. М. С. Ольминского.
С 1983 г. участвует в археологических экспедициях. В 1983—1985 гг., в соответствии с действовавшим тогда законодательством, проходил срочную службу в рядах Советской армии, после чего продолжил учёбу.
В 1989 году окончил с отличием исторический факультет Белгородского государственного педагогического института им. М. С. Ольминского, в 1994 г. — аспирантуру по кафедре истории древнего мира и средних веков МПГУ им. В. И. Ленина. В 1994 году в МПГУ под научным руководством доктора исторических наук, профессора Г. А. Кошеленко защитил диссертацию на соискание учёной степени кандидата исторических наук по теме «Боспор IV—V вв. и проблема позднеантичных государственных образований». В 2003 году ННГУ имени Н. И. Лобачевского защитил диссертацию на соискание учёной степени доктора исторических наук по теме «Проблемы континуитета в контексте развития античной цивилизации в Северном Причерноморье (конец III—VI вв.)». Научный консультант — доктор исторических наук, профессор Е. А. Молев.
С 1989 г. работает в Белгородском педагогическом институте (с 1996 г. — государственный университет, с 2011 г. — Национальный исследовательский университет): ассистент, старший преподаватель (1995—1997), заведующий кафедрой всеобщей истории (1997—2021), доцент (с 1999), профессор (с 2009).
В 2000 г. проходил стажировку в СПбГУ.
В 2010 г. стажировался в Центрально-Европейском университете (Будапешт).
Член Российской ассоциации антиковедов; Византийского клуба; Харьковского историко-археологического общества; редакционной коллегии журнала «Научные ведомости БелГУ».

## Семья
Родители из крестьян Горшеченского района Курской области. Отец — Болгов Николай Ефремович (1935—2004); в 1954—1957 гг. проходил срочную службу в СА (ВДВ), с 1961 г. — летчик гражданской авиации Белгородского авиаотряда; капитан запаса. Мать — Болгова Клавдия Федоровна (1935—2001), воспитатель детского сада. Сестра Валентина (р. 1971), проживает в Генуе (Италия).
Брак (с 1987): жена — Болгова Анна Михайловна (р. 1964), доцент НИУ «БелГУ»; сын Кирилл (1988 г.р.), сын Данил (2003 г.р.).

## Научная деятельность
Начал научные исследования в студенческие годы под руководством Е. А. Молева.
Руководитель научного направления НИУ «БелГУ» Классическая и византийская традиция" и Центра Постклассических исследований.
Организатор научных конференций, редактор сборников материалов: «Кондаковские чтения» (с 2004 г.; опубликовано 4 сборника материалов), «Классическая и византийская традиция» (с 2007 г., 8 выпусков); «Иресиона. Античный мир и его наследие» (с 1999 г., 5 выпусков); «Мир Византии» (2007)
Организатор студенческой науки: научно-практические конференции и семинары «Художественная литература по истории» (с 2006), «Путешествие в античность» (с 2012), «Славные даты года» (с 2011), «Мой мир — моя история» (с 2014), «Европа регионов» (с 2012), а также (совместно) «Археологический сезон года». С 2002 г. студенты проблемной группы «Классическая и византийская традиция» 12 раз побеждали в рейтинге НИРС факультета по итогам года; 7 студентов получили звание «Студент-исследователь НИУ „БелГУ“».
Отв. редактор отдела всеобщей истории журнала ВАК «Научные ведомости БелГУ. Серия История, политология» (с 2007 г.)
Председатель диссертационного совета Д 212.015.11 (с 2010 г.).
Руководитель аспирантской подготовки НИУ «БелГУ» по направлению «Всеобщая история». Подготовил 14 кандидатов наук (с 2007).
Автор более 300 опубликованных научных и учебно-методических работ.
С 1983 г. по настоящее время — участник Китейской археологической экспедиции (21 сезон). Координатор 5 отрядов студентов НИУ «БелГУ», работавших (Тиритака, Порфмий) и работающих ныне (Китей; ВКАЭ — Полянка и Сююр-Таш) в античных археологических экспедициях в Крыму.
В 2009—2011 гг. руководил выполнением Госконтракта «Человек переходной эпохи: Поздняя античность — Ранняя Византия» научным коллективом (13 чел.) в рамках ФЦП «Научные и научно-педагогические кадры инновационной России» на 2009—2013 гг. Аспирантка Я. Иваницкая в 2010—2011 гг. выполняла Госконтракт «Христианизация позднеантичного общества в контексте внешних репрезентаций» по той же ФЦП.
Участник программы стажировок студентов, аспирантов, преподавателей НИУ «БелГУ» в Италии (Везувианский институт, Кастелламаре-ди-Стабиа, с 2012 г.). В августе 2015 г. провел летнюю археологическую школу для студентов и аспирантов НИУ «БелГУ» в Армении.
В 2013 г. участвовал в научной конференции «Газская школа» в Париже (Коллеж де Франс). В том же году по приглашению университета Хайфы (Археологический институт Цинмана, рук. М. Айзенберг) знакомился с римско-византийскими памятниками Израиля (Кесария, Скифополь, Гиппос-Сусита и др.). В 2014—2015 гг. по программе сотрудничества с Ереванским университетом знакомился с античными и раннесредневековыми памятниками Армении.
В апреле 2016 г. на базе научного направления НИУ «БелГУ» была проведена XXI Всероссийская сессия византинистов «Империя ромеев во времени и пространстве: центр и периферия» с участием около 100 ученых, а также создано белгородское отделение Византийского клуба.

## Научные труды
- Болгов Н. Н. Закат античного Боспора: Очерки истории Боспор. государства позднеантич. времени (IV—V вв.). — Белгород: Изд-во БГПУ, 1996. — 180 с. — 200 экз.
- Болгов Н. Н. Античные письменные источники. Рим : [Учеб. пособие : Для студентов специализирующихся на антич. истории и аспирантов-античников]. — Белгород: Изд-во БГУ : ИЧП «Логия», 1998. — 97 с. — 100 экз.
- Болгов Н. Н. Античные письменные источники. Греция : [Учеб. пособие]. — Белгород: Изд-во БГУ, 1999—2000. — Т. 1, 2. — 128+61 с. — 300 экз.
- Болгов Н. Н. Культурный континуитет в Северном Причерноморье IV—VI вв. — Н. Новгород: Изд-во Нижегор. гос. ун-та, 2002. — 149 с. — 300 экз. — ISBN 5-85746-702-0.
- Болгов Н. Н. Проблемы истории, историографии, палеографии Северного Причерноморья IV—VI вв. — Белгород: Изд-во БГУ, 2002. — 119 с. — 300 экз.
- Болгов Н. Н. Северное Причерноморье позднеантичного времени: проблемы истории и археологии: Статьи, 1991—2001. — Белгород: Изд-во БГУ, 2002. — 204 с. — 300 экз.
- Болгов Н. Н., Прокопенко С. Н., Рябцева М. Л. Боспор Киммерийский в древности и средневековье: Курс лекций. — Белгород, 2009. — 92 с.
- Болгов Н. Н., Красникова Е. А. Позднебоспорские портреты. — Белгород, 2009. — 66 с.
- Болгов Н. Н. Поздняя античность: история и культура: Учебное пособие. — Белгород, 2009. — 86 с.
- Болгов Н. Н., Сбитнева Ю. Н., Смирницких Т. В. Частная жизнь женщины в Ранней Византии. — Белгород, 2009. — 150 с.
- Зосим. Новая история / Пер., комм. Н. Н. Болгова. — Белгород, 2010. — 340 с.
- Марцеллин Комит. Хроника / Пер., комм. Н. Н. Болгова. — Белгород, 2010. — 230 с.
- Болгов Н. Н., Иваницкая Я. Ю. Античные памятники Константинополя. — Белгород, 2011. — 84 с.
- Мир поздней античности. Документы и материалы. Вып. 1: Газа в начале VI в. / Сост. Н. Н. Болгов. — Белгород: БелГУ, 2014. — 112 с.
- Мир поздней античности. Документы и материалы. Вып. 2: Иоанн Малала. Хронография. Книги XIII—XVIII / Сост. Н. Н. Болгов. — Белгород: БелГУ, 2014. — 200 с.
- Мир поздней античности. Документы и материалы. Вып. 3: Письма Либания в русских переводах / Сост. Н. Н. Болгов. — Белгород: БелГУ, 2015. — 66 с.
- Мир поздней античности. Документы и материалы. Вып. 4: Иоанн Лид / Сост. М. М. Синица; ред. Н. Н. Болгов. — Белгород, 2014. — 140 с.
- Мир поздней античности. Документы и материалы. Вып. 5: Козьма Индикоплов и его «Христианская топография» / Сост. Н. Н. Болгов. — Белгород: БелГУ, 2015. — 112 с.
- От гетеры до игуменьи — Женщина в Ранней Византии — мир чувств и жизнь тела. — М. : Ломоносовъ. — 2020. — 208 с. — (Серия «История. География. Этнография»). ISBN 978-5-91678-583-8

Готовится к печати:
- Художественная литература по истории древнего мира (20 п.л.).
- Финал античной цивилизации в Северном Причерноморье (кон. III—VI вв.): проблемы континуитета и византинизации (30 п.л.).
- Мир поздней античности. Документы и материалы. Вып. 6: Иоанн Малала. Хронография. Книги I—VI (7 п.л.).
- Мир поздней античности. Документы и материалы. Вып. 7: Иоанн Малала. Хронография. Книги VII—XII (7 п.л.).

## Награды
- грамоты предстоятеля Украинской православной церкви митрополита Владимира — за деятельность по сохранению духовного и историко-культурного наследия[7];
- орден РАЕН «Трудом и знанием»;
- почетный знак РАЕН «Основатель научной школы».